# Шоравелі
Шоравелі (груз. შორაველი) — село в Грузії.
За даними перепису населення 2014 року в селі проживає 215 осіб.